# كانديس كاين
كانديس كاين (بالإنجليزية: Candis Cayne)‏ (ولدت في 29 أغسطس 1971) ممثلة أمريكية ظهرت في حلقات عدد من المسلسلات التلفزيونية منها مسلسل سي اس آي: نيويورك (2007), ديرتي سكسي ماني (2007)، مسلسل تلفزيوني نيب/تك (2009).

## نشأتها
لدى كاين شقيق توأم يدعى ديلان. درس آباؤهم في مدرسة والدورف ، تخرجت من مدرسة هنري بيرين بالدوين الثانوية في هاواي عام 1989 ثم أمضت عامًا في لوس أنجلوس حيث تدربت كراقصة.

## روابط خارجية
- الموقع الرسمي
 Offline July 2016
- كانديس كاين على موقع IMDb (الإنجليزية)
- كانديس كاين على موقع ميوزك برينز (الإنجليزية)
- كانديس كاين على موقع ديسكوغز (الإنجليزية)
- كانديس كاين على موقع قاعدة بيانات الفيلم (الإنجليزية)
- كانديس كاين على موقع كينوبويسك (الروسية)
- Candis Cayne profile at QueenMother.tv
- Candis Cayne hosts NewNowNext Awards for LOGO